# Sicyodes arussiensis
Sicyodes arussiensis är en fjärilsart som beskrevs av Louis Beethoven Prout 1938. Sicyodes arussiensis ingår i släktet Sicyodes och familjen mätare. Inga underarter finns listade i Catalogue of Life.